# ارمیاس کوهستانی
ارمیاس کوهستانی(نام علمی: Eremias montanus) نام یک گونه از سرده ارمیاس است.